# Mammillaria albicans
Mammillaria albicans (Britton & Rose) A.Berger è una pianta succulenta della famiglia delle Cactaceae, endemica del Messico.